# 벤슨 & 헤지스

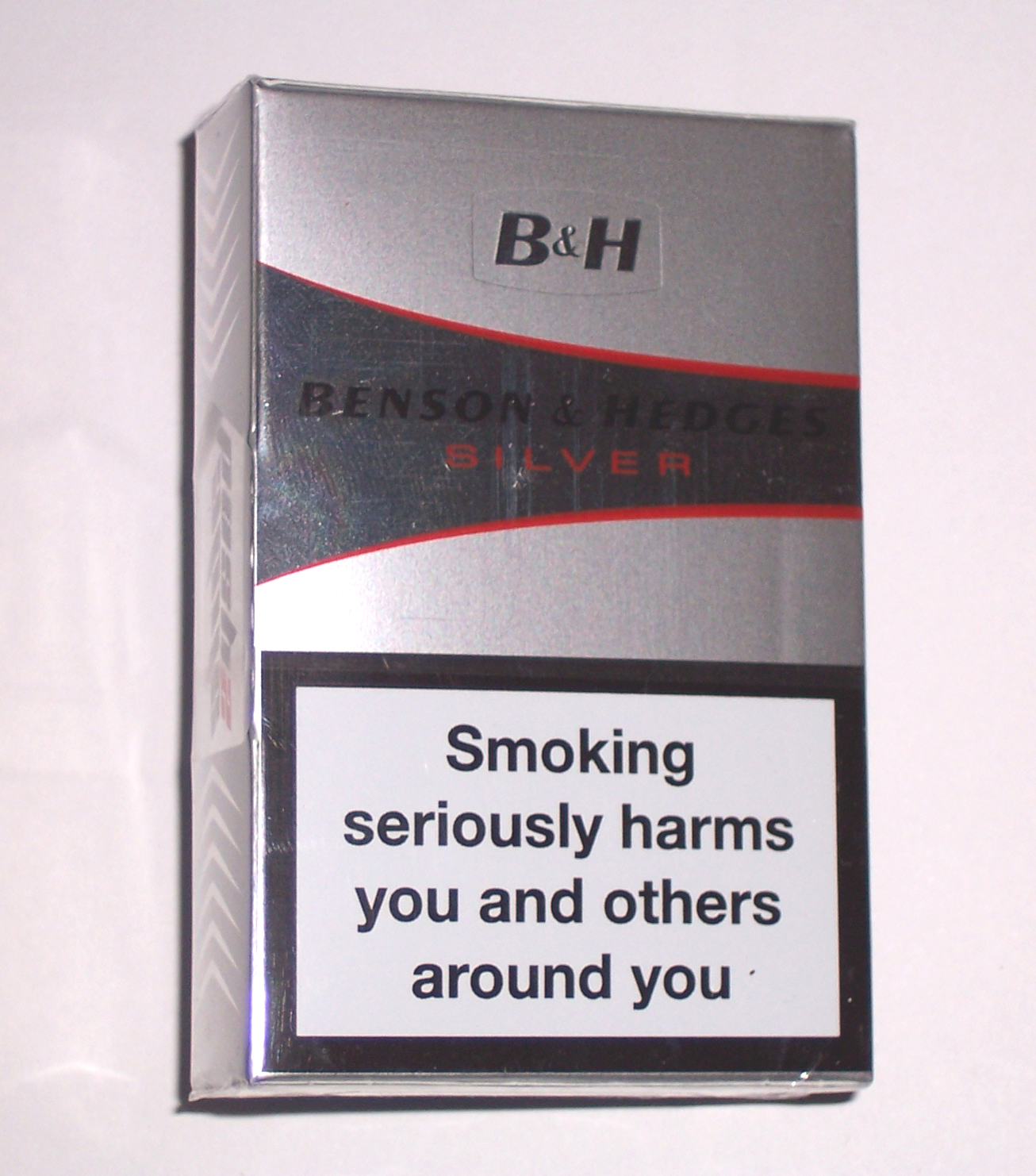
벤슨 & 헤지스

벤슨 & 헤지스(Benson & Hedges)는 영국의 담배 브랜드이다.